# Philipp Ernst (Schleswig-Holstein-Sonderburg-Glücksburg)
Philipp Ernst von Schleswig-Holstein-Sonderburg-Glücksburg  (* 5. Mai 1673; † 12. November 1729) war Offizier in dänischen Diensten und von 1698 bis 1729 Herzog von Schleswig-Holstein-Sonderburg-Glücksburg.

## Leben
Philipp Ernst war der älteste überlebende Sohn von Christian von Schleswig-Holstein-Sonderburg-Glücksburg aus dessen zweiter Ehe mit Agnes Hedwig von Schleswig-Holstein-Sonderburg-Plön (1640–1698).
Nach einer Kavaliersreise trat er 1692 als Offizier in dänische Militärdienste. Er gehörte zu den dänischen Truppen, die 1692–1695 unter englischem Befehl in Flandern kämpften.
1698 folgte er seinem Vater als Herzog in Glücksburg, blieb aber in dänischen Diensten, hielt sich oft am Hof von König Friedrich IV. in Kopenhagen auf und war auch Träger des Elephanten-Ordens. 1701 stellte er als Generalleutnant sein Dragonerregiment in dänische Dienste. Während des Nordischen Krieges führte er 1710 wieder eine England zur Verfügung gestellte Einheit in Flandern. Trotz des guten Verhältnissen zum König erhielt er jedoch nie eine offizielle Belehnung mit seinem Herzogtum. Stattdessen musste er 1721 dem König wie ein Adliger huldigen.
Es gelang ihm, sein Land durch den Zukauf einiger Güter zu vergrößern und sein Einkommen zu vermehren, indem er die Frondienste der Bauern in einigen Gütern durch Pachtzahlungen ablöste. Insgesamt behielt er aber die Leibeigenschaft bei.

## Familie
Philipp Ernst war dreimal verheiratet. Seine erste Frau Christine von Sachsen-Eisenberg (* 4. März 1679; † 24. Mai 1722) heiratete er 1699. Sie war die einzige  Tochter von Christian von Sachsen-Eisenberg. Aus dieser Ehe stammte sein Nachfolger Friedrich, sowie zwei weitere Söhne und vier Töchter. Nach Christines Tod heiratete er noch im selben Jahr Catharina Christina Ahlefeld (1687–1726). Die verwitwete Oberhofmeisterin in Kopenhagen entstammte dem schleswig-holsteinischen Adel und stand somit im Rang unter ihm. Der König erhob sie jedoch zur Fürstin von Holstein, womit sie Philipp Ernst ebenbürtig wurde. Sie starb 1726 nach einer Totgeburt. Der einzige Sohn dieser Ehe starb als Kleinkind. Nach ihrem Tod schloss Philipp Ernst eine dritte Ehe mit Charlotte Amalie Marie (1697–1760), der Tochter von Friedrich Wilhelm von Schleswig-Holstein-Sonderburg-Augustenburg. Sie war zuvor Stiftsdame im Stift Herford gewesen. Aus dieser Ehe entstammen keine Kinder.